# 無理矢理、マツコ。
『無理矢理、マツコ。テレ東に無理矢理やらされちゃったのよ～』（むりやりマツコ テレとうにむりやりやらされちゃったのよ～）は、マツコ・デラックスがテレビ東京系列の異なる深夜番組5本に出演するプロジェクト。2018年5月20日から6月11日まで（日曜未明（土曜深夜））及び水曜未明（火曜深夜・ソコアゲ★ナイト枠）、最終日は月曜未明（日曜深夜））に放送された。全5回。

## 概要
テレビ東京がマツコには事前に全く企画を伝えず、無理矢理5つの企画をやってもらうというプロジェクト。それぞれの企画は30分の単発番組として放送される。実験的な企画が多く、テレビ東京系列の番組にマツコが出演するのは2013年1月以来約5年ぶりとなる。

## マツコ監禁 100人の愚痴を聞く
2018年5月20日放送。マツコは監禁部屋を模したスタジオで愚痴をひたすら聞き、100人の愚痴を聞くまで解放されないという企画。ゲストが登場しスタジオで実際に愚痴を聞くパートと、モニターでVTRを見て愚痴を聞くVTRパートが交互に放送され、VTRパートではグループの場合愚痴が1つでも人数分がカウントされた。30分の放送枠には収まりきらず、一部のVTRは2倍・4倍速の編集で放送された。ナレーションはガンバレルーヤまひるが担当。カットされた映像の一部は「こぼれマツコ。」としてインターネットで期間限定配信された。

### 出演者
- MC - マツコ・デラックス
- ナレーター - まひる（ガンバレルーヤ）

### ゲスト
| 順番    | 年齢   | 肩書                                     | 名前           | 愚痴の内容                                 |
| ------- | ------ | ---------------------------------------- | -------------- | ------------------------------------------ |
| 1人目   | 21歳   | 大学生                                   | 一般人         | お母さんが家庭訪問を突然してくる           |
| 2人目   | 13歳   | 中学生・子役                             | 鈴木福さん     | 「今、思春期？」ってめっちゃ聞かれる       |
| 24人目  | 50歳   | 葬儀サービス業                           | 一般人         | 葬儀しない方が増えている                   |
| 25人目  | 非表示 | 株式会社神南・いしだ壱成マネージャー     | 上野竜大さん   | 嫁のエゴサーチが止まらない                 |
| 40人目  | 19歳   | ゲームセンタースタッフ                   | 一般人         | クレーンゲームは詐欺じゃない               |
| 41人目  | 52歳   | マンション管理人・コールセンタースタッフ | 一般人         | 売りに出している家が全然売れない           |
| 70人目  | 31歳   | お笑い芸人                               | ひょっこりはん | 今後、僕どうしていったらいいでしょうか？   |
| 99人目  | 非表示 | バーチャルユーチューバー                 | シロさん       | バーチャルならではの企画がなくて困ってます |
| 100人目 | 非表示 | 占いの館 千里眼 専属占い師               | 一般人         | 彼氏が出来ると占って粗探ししてしまう       |

### スタッフ
- プロデューサー - 井関勇人、池田大史
- チーフプロデューサー - 髙野学
- ディレクター - 波多野俊介、冨田大介、木村諒
- 演出 - 海野裕二
- 構成 - 池谷勇太、奈佐はぢめ、エモペイ
- TD - 近藤剛史
- CAM - 丸山晋平
- MIX - 光山由貴子
- VE - 三浦宏一
- LD - 和氣義幸
- 美術デザイン - 三重野基
- 大道具 - 佐藤隆幸
- 小道具 - 舘直樹
- アクリル装飾 - 齋藤優彦
- メイク - 山田かつら
- 編集 - 中西雅照、平子雄二
- MA - 飯塚雄一
- 音効 - 高島慎太郎
- TK - 石島加奈子
- デスク - 戸田綾音
- AD - 村上雄万、下橋場陽介、塩川美沙
- AP - 小原祐斗
- 制作協力 - シオン
- 制作著作 - テレビ東京

## マツコがマネーをあげたいクイズ
2018年5月22日放送。公式略称はMMQ。司会者のマツコが回答者の手助けをするという内容のクイズ番組で、番組いわく「史上初めての試み」。全5問を正解することが出来れば100万円の賞金が贈呈される。クイズの問題はすべて5枚のカードになっており、1・2問目は超簡単なA問題のカード、3・4問目は一般常識レベルのB問題のカード、5問目は一般正解率10％以下のC問題のカードとなる。マツコは5枚のカードの中から回答者が答えられそうなものを選択し出題する。不正解の場合、そのカードは破棄され新たな問題が1枚追加される。回答者は計3回不正解すると失格となる。クイズを不得意とする解答者が集められたが、主にTBSで活躍するSASUKEオールスターズチーム(山田勝己・漆原裕治・日置将士・川口朋広)が不正解1回で5問正解を達成し100万円を獲得した。

### 出演者（MMQ）
- 司会者 - マツコ・デラックス
- ディーラー(番組進行) - 原田修佑（テレビ東京アナウンサー）
- ナレーター - 服部潤

### スタッフ（MMQ）
- プロデューサー - 佐久間宣行、小川隆蔵
- チーフプロデューサー - 髙野学
- ディレクター - 鈴木拓也、佐久間裕
- 演出 - 平元潤
- 構成 - 矢野了平、大井洋一、なかじまはじめ、福田卓也
- TD - 吉田和雄
- CAM - 大八木滋
- MIX - 星川真視
- VE - 佐久間元貴
- VTR - 永井貴也
- 美術 - 金森明日香
- CG - 島崎巨展
- 音効 - 遠藤治朗
- メイク - 山田かつら
- イラスト - ニイルセン
- 番宣 - 鈴木園子
- デスク - 渡邉京子
- AD - 山口聡子、長谷川天真、米田后甫、青木達也
- 技術協力 - テクノマックス、東京オフラインセンター、テレビ東京アート
- 撮影協力 - マルサン、すたみな太郎
- 制作協力 - Q-inc
- 制作著作 - テレビ東京

## レンタルマツコ！ マツコ、20分100円でレンタルはじめたってよ
2018年5月27日放送。スタッフが街でマツコを20分100円で貸すと売り込み、その様子のVTRを見てレンタル先をマツコが選択する。売り込みは小岩で行われた。2軒の家へレンタルされ、それぞれの要望は「彼女へのサプライズ」「愛犬のお散歩をして」だった。20分100円という料金が番組タイトルにもなっているが、現金で受け取るのは忍びないとして受け取ることは無かった。

### 出演者（レンタルマツコ）
- マツコ・デラックス

### スタッフ（レンタルマツコ）
- プロデューサー - 平山大吾、梅原髙実、橋本尚敏、佐野健太郎
- チーフプロデューサー - 髙野学
- ディレクター - 太田大介、土方教裕
- 演出 - 鈴木拓也
- 構成 - はしもとこうじ、廿楽大輔、カツオ、大谷裕一、河口ワタル
- 撮影 - 川島考夫
- 音声 - 齋藤泉
- 編集 - 井上達生(すたじお ましゅ)
- MA - 矢島未葉(すたじおいろは)
- 音効 - おぜき考宏(CUEVO Sound Design)
- 宣伝 - 鈴木園子
- デスク - 渡邉京子
- AD - 一刈英理香、髙山香織
- AP - 水野亮太
- イラスト - K's PROJECT
- 技術協力 - イージーランド
- 車輌 - アイベックス
- 制作協力 - UNION、Q-inc
- 制作著作 - テレビ東京

## マツコ、昨日死んだってよ。
2018年5月30日放送。マツコは棺桶に入るという事以外何も聞かされておらず、ほとんどのシーンを棺桶に入り目をつむった状態で出演した。追悼特番を模したコントのような番組で、マツコが死去したという設定でマツコを偲び、過去の発言や親交があった人物が思い出を振り返るという企画。番組冒頭に「訃報 マツコ・デラックスさん急死」というニュース速報を模倣したVTRが差し込まれる所から番組は始まり、その後は追悼特番を模倣したVTRが流れるという構成だった。速報のVTRは号外が配られるシーンやインタビューで驚く一般人の映像が入るなど完成度が高く、追悼特番のVTRも重い雰囲気で作られていたが、一貫してコントである事を示唆するテロップは挿入されず番組は進行した。終盤では追悼特番の司会をしていた滝藤賢一が「テレビがマツコを殺した」と憤慨し、スタジオのスタッフに暴力を振るうと、スタジオに設置されていたモニターにCGで作られたようなマツコが映し出され、同時に日本中のテレビや携帯電話に同じ映像が浮かび、マツコは概念になるという斬新な展開を見せた。なお追悼特番のナレーションは元NHKアナウンサーの有働由美子が担当し、これが民放初出演となった。

### 出演者（マツコ、昨日死んだってよ。）
- マツコ・デラックス
- 司会者 - 滝藤賢一
- 知人（VTR出演） - YOU、ミッツ・マングローブ、ふかわりょう、大川貴史、品田英雄、濱谷晃一
- 弔電 - 福山雅治
- ナレーター - 有働由美子

### スタッフ（マツコ、昨日死んだってよ。）
- プロデューサー - 濱谷晃一、櫻井雄一
- チーフプロデューサー - 髙野学
- ディレクター - 椿本慶次郎
- 演出 - 工藤里紗
- 構成 - 田中到
- TD - 田中圭介
- CAM - 風間誠
- MIX - 佐藤達也
- VE - 水野暁夫
- LD - 和氣義幸
- 美術 - 福田宣、野村哲也
- 装飾 - 角田綾
- 大道具 - ながやまりか、ふくおかまこと、きくちしんや
- 帽子制作 - 福島知子
- 小道具制作 - 菊池洋智
- アートフレーム - 桑島亮太
- LED - 大高貢
- 塗装 - 高浜直人、蛭間大介、西條誠
- ヘアメイク - 中星智弘、酒井圭介
- スタイリスト - 高橋永充、中村みのり
- 編集 - 中町総
- MA - 村田祐一
- 音効 - 安原裕人、秋庭加奈子
- VFX - 菅原悦史、髙階彩
- FD - 桂川壮平
- 宣伝 - 鈴木園子
- デスク - 渡邉京子
- AP - 望野さやか
- 制作 - 森脇淳一、片岡邦夫
- 制作協力 - ソケット
- 制作著作 - テレビ東京

## テレ東に無理矢理やらされちゃったのよ～
2018年6月11日放送。マツコ、テレビ東京・報道局経済解説委員・池谷亨。同・プロデューサー・濱谷晃一がスタジオに揃い、「無理矢理～」プロジェクトの反省会、総括を行う。4番組のプロデューサーもガヤとして参加。池谷、濱谷は企画以前からのマツコの知人であり、愚痴の聞き手として参加した。テレビ東京の思い出、初のテレ東出演作『愛のむち』（プロデューサー・濱谷晃一）も思い出の一つとして放送された。久々のテレビ東京出演を「（昔の思い出から）判官びいきをしていた。弱者ゆえに応援しようとしていたが（MXや地方局と比較して）もう立派なテレビ局。ネット局が少ないだけ」とまとめた。